# UEFA Futsal Champions League 2020-2021 - Turno preliminare
Il turno preliminare, in programma dal 24 al 29 novembre 2020, prevede la partecipazione di 46 squadre, divise in 6 gruppi. La composizione degli accoppiamenti è stata definita tramite sorteggio il 27 ottobre alle 13:30. In corsivo sono state indicate le squadre impossibilitate a disputare l'eventuale incontro in casa.

## Sorteggio
| Gruppo 1                                                | Gruppo 1                                        | Gruppo 2                                        | Gruppo 2                                                 | Gruppo 3                                          | Gruppo 3                                     |
| Teste di serie                                          | Non teste di serie                              | Teste di serie                                  | Non teste di serie                                       | Teste di serie                                    | Non teste di serie                           |
| ------------------------------------------------------- | ----------------------------------------------- | ----------------------------------------------- | -------------------------------------------------------- | ------------------------------------------------- | -------------------------------------------- |
| - - Chrudim - Olmissum - Lučenec - Hohenstein-Ernstthal | - - Petrow - Viimsi - Akaa - Piyalepaşa         | - - Viten - St. Andrews - Stella Rossa - Shkupi | - - ACCS - Allstars W.N. - Blue Magic - Černo More Varna | - - Italservice - Charleroi - Salines - Prishtina | - - Titograd - Lynx - Tirana - Encamp        |
| Gruppo 4                                                | Gruppo 4                                        | Gruppo 5                                        | Gruppo 5                                                 | Gruppo 6                                          | Gruppo 6                                     |
| Teste di serie                                          | Non teste di serie                              | Teste di serie                                  | Non teste di serie                                       | Teste di serie                                    | Non teste di serie                           |
| - - Prodeksim - Leo - Araz Naxçıvan - Omonia            | - - Gentofte - AEK Atene - Fiorentino - Rosario | - - Vytis - Hovocubo - Minerva - Helvecia       | - - Hammarby - Utleira - Differdange 03 - PYF Saltires   | - - Rekord Bielsko-Biała - MVFC - United Galați   | - - Tbilisi SU - Ashdod - Swansea University |

## Tabella riassuntiva
| Squadra 1            | Risultato       | Squadra 2          |
| -------------------- | --------------- | ------------------ |
| Olmissum             | 9 - 1           | Viimsi             |
| Hohenstein-Ernstthal | 6 - 2           | Piyalepaşa         |
| Petrow               | 3 - 4 (dts)     | Lučenec            |
| Chrudim              | 2 - 1           | Akaa               |
| Shkupi               | 3 - 0           | Blue Magic         |
| Allstars W.N.        | 2 - 6           | St. Andrews        |
| ACCS                 | 7 - 3           | Stella Rossa       |
| Viten                | 7 - 0           | Černo More Varna   |
| Charleroi            | 13 - 1          | Lynx               |
| Prishtina            | 3 - 0           | Tirana             |
| Titograd             | 0 - 6           | Italservice        |
| Encamp               | 3 - 10          | Salines            |
| Omonia               | 6 - 0           | Fiorentino         |
| Prodeksim            | 28 - 1          | Rosario            |
| Gentofte             | 5 - 0 (tav.)    | Leo                |
| AEK Atene            | 3 - 3 (4-3 dtr) | Araz Naxçıvan      |
| Minerva              | 5 - 0 (tav.)    | PYF Saltires       |
| Vytis                | 3 - 1           | Hammarby           |
| Differdange 03       | 6 - 0           | Helvecia           |
| Utleira              | 0 - 11          | Hovocubo           |
| Rekord Bielsko-Biała | 6 - 0           | Swansea University |
| United Galați        | 1 - 0           | Ashdod             |
| Tbilisi SU           | 3 - 4           | MVFC               |

## Risultati
Gli orari sono CET (UTC+1), come indicato dalla UEFA. Gli orari locali, se differenti, sono indicati tra parentesi.
| Arbitri: | David Schaerli Adrian Tschopp Šarūnas Tamulynas |
| Crono:   | Žilvinas Galimovas                              |

|                                           |           |              |
| Reimaris 7'37'’, 8'27'’ Sendžikas 38'25'’ | Marcatori | 5'13'’ Yasar |

| Gentofte 25 novembre 2020, ore 16:00 | Gentofte | 5 – 0 (tav.) referto | Leo | Gentoftehallen |

| Arbitri: | Grigori Ošomkov Jagnar Jakobson Dominik Cipinski |
| Crono:   | Damian Grabowski                                 |

| |           |  |
| Ribeiro 4'46'’ Popławski 14'58'’ Budniak 19'28'’ Johnston 23'05'’ (aut.) Alex Viana 24'59'’, 34'32'’ | Marcatori |  |

| Arbitri: | Ruben António Cardoso Santos Filipe Gonçalo Santos Duarte Cédric Pelissier |
| Crono:   | Jordan Feltesse                                                            |

|                                                                                               |           |                                           |
| Lutin 11'15'’, 13'43'’, 27'43'’ A. Mohammed 16'53'’, 31'58'’ B. Coelho 19'50'’ Belhaj 26'02'’ | Marcatori | 12'57'’ Perić 20'28'’, 27'11'’ Stojcevski |

| Arbitri: | Ingus Puriņš Eduards Fatkulins Besar Beqiri |
| Crono:   | Hajrush Shkodra                             |

|                                            |           |  |
| Dervishaj 10'28'’, 34'04'’ Rukovci 24'47'’ | Marcatori |  |

| Arbitri: | Omar Rafiq Telmen Undrakh Yiangos Yiangou |
| Crono:   | Georgios Kozakos                          |

|                                                                                 |           |  |
| Manoli 19'35'’, 32'27'’ Mantelli 20'38'’, 20'53'’ Preá 31'30'’ El Kebbe 34'51'’ | Marcatori |  |

| Berna 26 novembre 2020, ore 19:00 | Minerva | 5 – 0 (tav.) referto | PYF Saltires | Sporthalle Weissenstein |

| Arbitri: | Norbert Szilágyi Dario Pezzuto Yasin Alageyik |
| Crono:   | Thomas Zambuto                                |

| |           |                |
| Ghislandi 1'41'’, 11'44'’, 38'01'’ El Fakiri 4'57'’, 15'07'’ Canaris 13'32'’ Salhi 21'08'’ Rahou 24'24'’ Adnane 26'06'’, 26'42'’ Dahbi Reda 29'48'’ Chaibai 30'30'’, 39'43'’ | Marcatori | 8'39'’ Sanchez |

| Arbitri: | Jacob Pawlowski Christian Gundler Sergejs Šacmans |
| Crono:   | Kiazo Leladze                                     |

|                                                     |           |                                                         |
| Jerofejevs 10'53'’ Miks Babris 33'33'’ Seņs 39'54'’ | Marcatori | 6'36'’, 48'29'’ Serbin 13'49'’ Brunovský 22'42'’ Rafael |

| Arbitri: | Lars Van Leeuwen Jacob Willem Machiel Van Dijke Yevhen Hordiienko |
| Crono:   | Hennadiy Hora                                                     |

| |           |                 |
| Roninho 4'31'’, 15'53'’, 21'11'’, 26'06'’ Šoturma 5'18'’, 5'41'’, 13'55'’, 14'16'’, 23'52'’, 30'47'’, 37'19'’ Korsun 6'46'’ Bilotserkivets 7'58'’ Claudio 10'20'’, 10'34'’, 26'44'’ Maievskyi 11'06'’, 38'59'’ D. Sorokin 22'26'’, 34'25'’ Zvarych 29'32'’ Volianiuk 32'46'’, 39'05'’ Mospan 33'30'’, 38'19'’, 39'40'’ Da Rosa 35'12'’ Volkov 38'45'’ | Marcatori | 20'50'’ Baggley |

| Arbitri: | Chiara Perona Shota Kukhilava Zviad Bliadze |
| Crono:   | Grigol Bliadze                              |

|                                                       |           |                                                                |
| Kekelia 30'52'’ Ghavtadze 37'54'’ Jvarashvili 39'50'’ | Marcatori | 3'56'’ (rig.), 28'35'’ Alvarito 6'39'’ Fernandes 28'09'’ Szabó |

| Arbitri: | Carl Hughes Valentin Ciuplea Konstantinos Farmakis |
| Crono:   | Nikolaos-Andreas Pachakis                          |

|                                                    |                      |                                                    |
| Manos 0'48'’ K. Panou 19'59'’, 27'18'’             | Marcatori            | 23'51'’ Fərzəliyev 32'49'’ Atayev 36'02'’ Çovdarov |
| Asimakopoulos Manos K. Panou Delaportas Tarnanidis | Tiri di rigore 4 – 3 | Bağırov Çovdarov Borges Souza Fərzəliyev Atayev    |

| Arbitri: | Raafat Al Hamola Idan Berenshtein Daniel Stauber |
| Crono:   | Manuel Wolf                                      |

|                               |           |                                                                                        |
| Lokovšek 0'20'’ Yörük 31'55'’ | Marcatori | 5'56'’, 39'45'’ Nikvashvili 7'10'’, 27'46'’ Celino Alves 21'53'’ Maikinho 27'17'’ Vevé |

| Arbitri: | David Grøndal Nissen Martin Køster Maksim Dzeikala |
| Crono:   | Dmitriy Genisev                                    |

|                                                                                     |           |  |
| Kozel 13'33'’, 14'00'’, 17'37'’, 18'09'’ Rogovik 15'17'’ Peremitin 31'51'’, 34'17'’ | Marcatori |  |

| Arbitri: | Sviatoslav Kliuchnyk Denys Kutsyi Tore Hoffstrøm |
| Crono:   | Mats Thorsø Hansen                               |

|  |           | |
|  | Marcatori | 0'37'’, 31'01'’ Mellah 4'41'’, 33'37'’ Velseboer 11'00'’ Aklalouch 16'55'’ Daari 19'55'’ (t.l.) Bouyouzan 20'38'’, 21'09'’ Charraoui 21'46'’, 38'26'’ Attahiri |

| Arbitri: | David Urdanoz Apezteguia Javier Moreno Reina Maximilian Alkofer |
| Crono:   | Jens Rohland                                                    |

|                                                                                            |           |                                   |
| Klima 10'10'’ Wittig 15'38'’ Oliveira 23'10'’ Fogaça Valente 25'24'’, 39'22'’ Míča 33'55'’ | Marcatori | 3'25'’ Altunay 37'03'’ Can Vardar |

| Arbitri: | Murat Colak Fatma Özlem Tursun Filip Nesnera |

|                                          |           |                  |
| Stanković 4'45'’ (aut.) Slováček 17'37'’ | Marcatori | 30'29'’ Grönholm |

| Arbitri: | Vitali Rakutski Volha Pauliuts Gerard Roure Ramirez |
| Crono:   | Francisco Osuna                                     |

|                                        |           | |
| Saviola 29'07'’, 29'58'’ Alves 33'13'’ | Marcatori | 1'26'’, 8'13'’, 13'44'’, 24'17'’ Sesar 12'52'’ Matijević 15'16'’ Imširović 26'02'’, 34'57'’ Mataja 26'49'’ Avdić 27'46'’ Šešelj |

| Arbitri: | Bogdan Valentin Hanceariuc Liviu Dumitru Chita Vladimir Sakovic |
| Crono:   | Drazen Vukcevic                                                 |

|  |           | |
|  | Marcatori | 1'58'’ Marcelinho 8'02'’ De Oliveira 12'43'’ Borruto 14'46'’ Canal 20'12'’ Fortini 27'41'’ Honorio |

| Arbitri: | Martin Matula Peter Budac Vedran Babic |
| Crono:   | Rino Pavlov                            |

| |           |                          |
| Jurlina 1'08'’, 39'05'’ Horvat 4'15'’ Pavić 5'39'’ Kustura 12'54'’, 35'30'’ Merkurjev 13'19'’ (aut.) Juretić 17'55'’ Jurić 20'41'’ | Marcatori | 35'55'’ (t.l.) Merkurjev |

| Arbitri: | Irina Velikanova Tatiana Boltneva Daniel Deca |
| Crono:   | Cezar Georgian Ionescu                        |

|               |           |  |
| Cires 11'58'’ | Marcatori |  |

| Arbitri: | Kaloyan Kirilov Ivo Tsenov Michael Lima De Sousa |
| Crono:   | Edgar Miguel Da Cruz Oliveira                    |

|                                                                            |           |  |
| Sá Lima Torres 12'47'’, 22'46'’, 34'17'’ Djô 23'11'’ Teka 25'42'’, 38'23'’ | Marcatori |  |

| Arbitri: | Julien Lang Aurélien Uzan Josip Barton |
| Crono:   | Done Ristovski                         |

|                                                                 |           |  |
| Seferi 06'05'’ (rig.) Lemes Soares 29'50'’ (aut.) Nezir 39'46'’ | Marcatori |  |